# Liste von Auslandsreisen von Erich Honecker

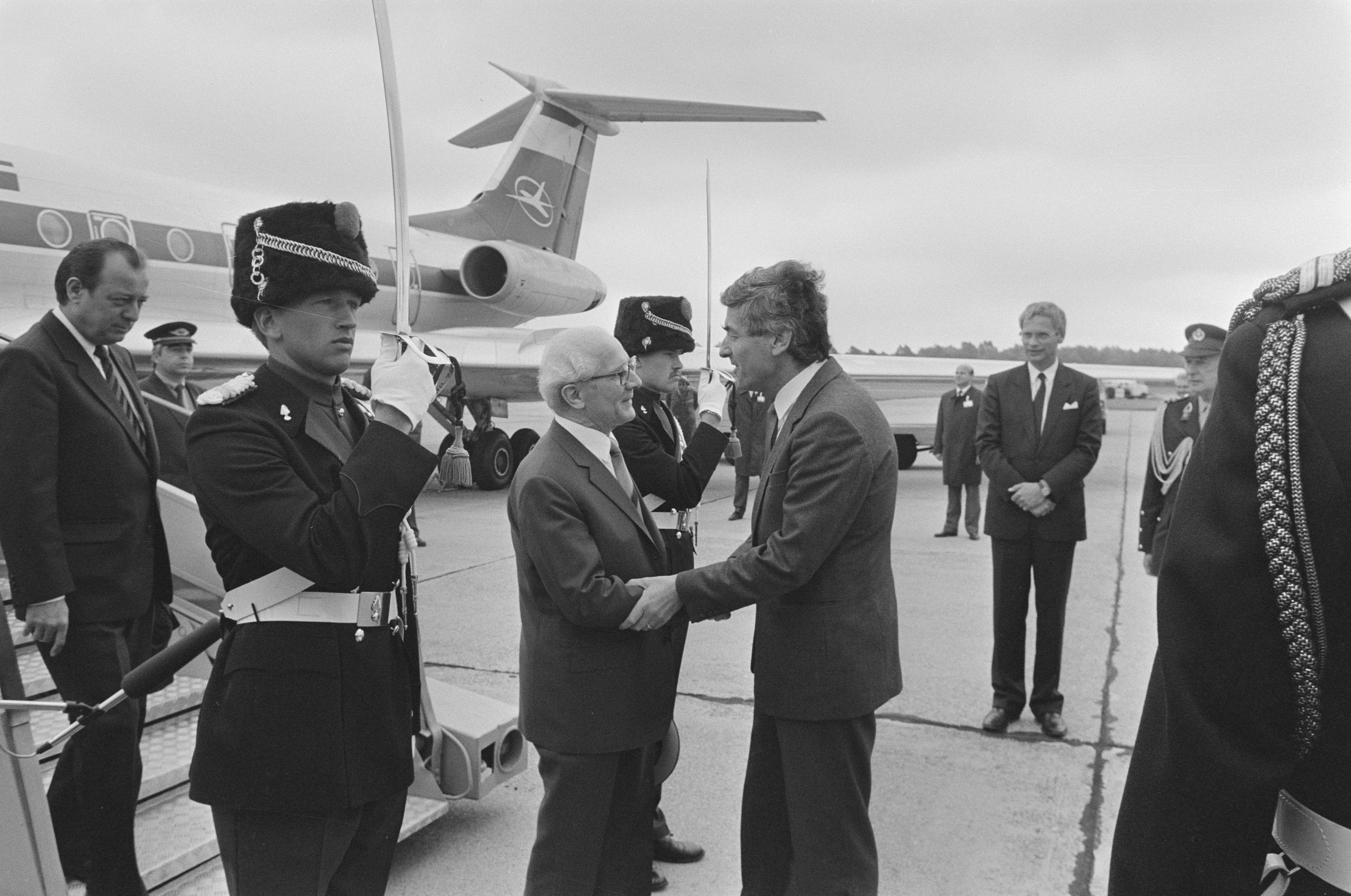
Staatsbesuch von Erich Honecker in den Niederlanden 1987

Diese Liste enthält Auslandsreisen von DDR-Staats- und Parteichef Erich Honecker, vor allem als offizielle Staatsbesuche.

## Übersicht
Erich Honecker reiste in 38 Länder zu offiziellen Staatsbesuchen. Am häufigsten war er in Moskau, dort aber meist zu informelle Treffen mit der sowjetischen Parteiführung.
Besonders wichtig für ihn waren Staatsbesuche in westlichen Ländern, als Zeichen der Anerkennung der DDR. So reiste er nach Österreich (1980), Japan (1981), Finnland (1984), Italien (1985), in die Niederlande (1987), in die Bundesrepublik Deutschland (1987), nach Belgien (1987) und Frankreich (1988). Ein angestrebter Besuch in den USA kam nicht mehr zustande, da er 1989 seiner Ämter enthoben wurde.

## Staatsbesuche (Auswahl)
1972
- Ungarn, Anfang Februar, erster offizieller Auslandsbesuch als Parteichef
- UdSSR, 4.–10. April, inoffizieller Freundschaftsbesuch

1974
- Kuba, 20.–26. Februar
- Polen, Juni
- ČSSR, Oktober

1975
- Ungarn, März, zum Parteitag der USAP
- UdSSR, Oktober, mit Freundschaftsvertrag

1976
- UdSSR, 23. Februar–5. März, zum XXV. Parteitag der KPdSU, mit Besuch im Sternenstädtchen der Kosmonauten

1977
- Jugoslawien, Januar
- Rumänien, Februar
- Polen, Mai
- UdSSR, Juni, auch in Wolgograd
- Bulgarien, September
- Vietnam, Dezember
- Philippinen, Dezember
- Nordkorea, 8.–11. Dezember

1979
- Indien, 8.–12. Januar
- Libyen, 15.–17. Februar
- Angola, 17.–20., 24. Februar
- Sambia, 20.–22. Februar
- Mosambik, 22.–24. Februar

- Bulgarien, 1.–2. November
- Äthiopien, 12.–16. November
- VDR Jemen, 16.–17. November

1980
- Kuba, 26. Mai–1. Juni
- Rumänien, Ende Juni
- Österreich, 10.–13. November, erster Staatsbesuch in einem westlichen europäischen Land

1981
- UdSSR, 23. Februar–3. März, zu KPdSU-Parteitag
- Japan, 26.–31. Mai
- Mexiko, Oktober

1982
- Ungarn, Juni
- Syrien, Oktober
- Zypern, Oktober
- Kuweit, Oktober

1983
- Polen, August, erster ausländischer Staatsgast nach Ausrufung des Kriegsrechts
- ČSSR, Oktober

1984
- Äthiopien, 11.–13. September
- Djibouti, 13. September
- Finnland, 16.–19. Oktober
- Algerien, 17.–19. November

1985
- Italien, 23.–24. April, erster Besuch in einem NATO-Land
- Vatikanstadt, 24. April
- Jugoslawien, 2.–4. Oktober
- Griechenland, 9.–11. Oktober

1986
- UdSSR, 25. Februar – 6. März, zu KPdSU-Parteitag
- Schweden, 26.–27. Juni
- China, Oktober
- Nordkorea, 18.–21. Oktober
- Mongolei, Oktober

1987
- UdSSR, Mai, Staatsbesuch
- Niederlande, 3.–5. Juni[3]
- Bundesrepublik Deutschland, 7.–11. September
- Bulgarien, September
- Belgien, 13.–15. Oktober
- Rumänien, Oktober
- UdSSR, Anfang November, zum 70. Jahrestag der Oktoberrevolution

1988
- Frankreich, 7.–9. Januar
- UdSSR, 28.–29. September, Arbeitsbesuch
- Spanien, Oktober[4]

1989
- ČSSR, Anfang Mai
- UdSSR, 27. Juni–1. Juli, in Moskau und Magnitogorsk, letzter Staatsbesuch

## Weitere offizielle Auslandsreisen (Auswahl)

### Internationale Konferenzen
- Helsinki, 30. Juli –1. August 1975, Konferenz über Sicherheit und Zusammenarbeit in Europa, auch Gespräch mit Bundeskanzler Schmidt

### Treffen der Ostblockstaaten
- Krim, 2. August 1971, Treffen der Parteiführer
- Prag, 25.–26. Januar 1972, reguläre Tagung der Warschauer-Vertrags-Staaten

- Krim, 31. Juli 1972, Treffen der Parteiführer
- Krim, 30.–31. Juli 1973, Treffen der Parteiführer
- Warschau, 17.–18. April 1974, reguläre Tagung der Warschauer-Vertrags-Staaten
- Bukarest, 25.–26. November 1976, reguläre Tagung der Warschauer-Vertrags-Staaten
- Moskau, 22.–23. November 1978, reguläre Tagung der Warschauer-Vertrags-Staaten
- Warschau, 14. Mai 1980, reguläre Tagung der Warschauer-Vertrags-Staaten
- Moskau, 5. Dezember 1980, Gipfeltreffen der Warschauer-Vertrags-Staaten zur Krise in Polen, Honecker fordert eine baldige Intervention

- Prag, 4.–5. Januar 1983, reguläre Tagung der Warschauer-Vertrags-Staaten
- Moskau, 28. Juni 1983, Gipfeltreffen
- Moskau, 14. Februar 1984, Treffen, nach Beerdigung von Juri Andropow

- Moskau, 13. März 1985, Treffen, nach Beerdigung von Konstantin Tschernenko
- Warschau, 26. April 1985, Gipfeltreffen, erstmals mit Michail Gorbatschow

- Sofia, 22.–23. Oktober 1985, reguläre Tagung der Warschauer-Vertrags-Staaten
- Prag, 21. November 1985, Gipfeltreffen, Gorbatschow berichtete über Treffen mit US-Präsident Reagan
- Budapest, 10.–11. Juni 1986, reguläre Tagung der Warschauer-Verrtrags-Staaten

- Moskau, 10.–11. November 1986, Gipfeltreffen der Warschauer-Vertrags-Staaten, Reformrede von Michail Gorbatschow
- Warschau, 15.–16. Juli 1988, reguläre Tagung der Warschauer-Vertrags-Staaten
- Bukarest, 6. Juli 1989, reguläre Tagung der Warschauer-Vertrags-Staaten, vorzeitige Abreise wegen gesundheitlicher Probleme

### Informelle Besuche bei den Parteiführern der KPdSU
Erich Honecker war außerdem häufiger zu informellen Besuchen bei den Generalsekretären der KPdSU.   
- Krim, August 1974–1982, jährliche Gespräche mit Leonid Breschnew[5]

- Moskau, 14. Juni 1984, Gespräch mit Konstantin Tschernenko
- Moskau, 17. August 1984, Gespräch mit Konstantin Tschernenko, im Beisein von Kurt Hager, Günter Mittag, Erich Mielke, sowie Michail Gorbatschow und zwei weiteren sowjetischen Politikern. Die DDR-Delegation wird scharf gerügt für ihre versuchte Annäherung an die Bundesrepublik, der geplante Honecker-Besuch dort muss abgesagt werden[6]
- Moskau, 3.–4. Mai 1985, erste Begegnung mit Michail Gorbatschow als neuem KPdSU-Generalsekretär[7]
- Moskau, 3. Oktober 1986, Gespräch mit Michail Gorbatschow, der Honecker für seine Reformunwilligkeit kritisiert[8]

### Beerdigungen
- Belgrad, 8. Mai 1980, Beerdigung von Josip Broz Tito, Gespräch mit Bundeskanzler Helmut Schmidt
- Moskau, 14. November 1982, Beerdigung von Leonid Breschnew, Gespräch mit Bundespräsident Carstens
- Moskau, 13. Februar 1984, Beerdigung von Juri Andropow, erstes persönliches Gespräch mit Bundeskanzler Helmut Kohl
- Moskau, März 1985, Beerdigung von Konstantin Tschernenko, Gespräch mit Bundeskanzler Helmut Kohl

## Sonstiges

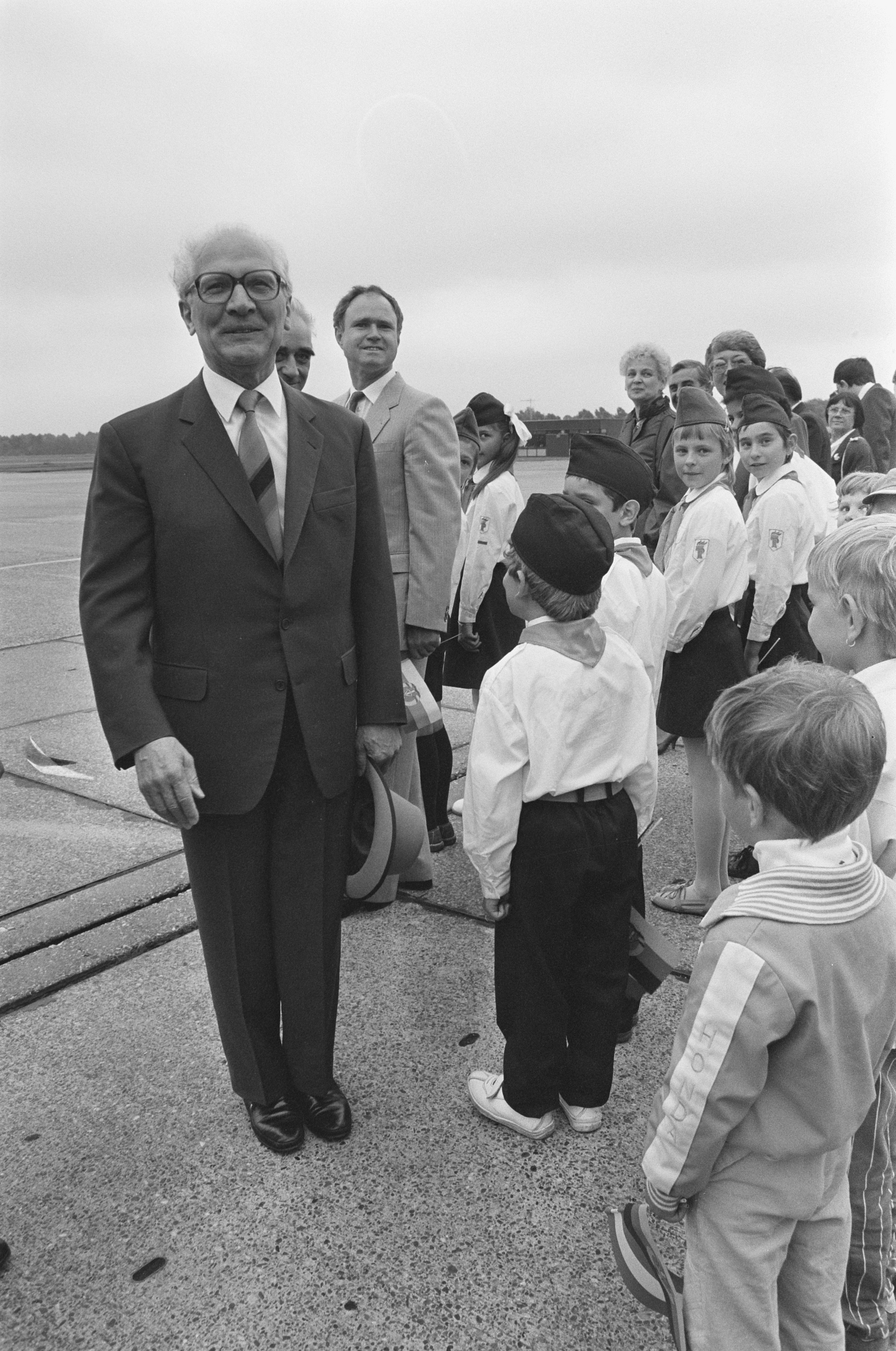
Pioniere der DDR-Botschaft begrüßen Erich Honecker in Rotterdam 1987

Erich Honecker wurde in den meisten Ländern mit umfangreichem Zeremoniell empfangen, auch in den westlichen Staaten.

„Mit Böllerschuß und Fanfarenklang, mit Kinderjubel und Kaiservisite empfing Tokio den Staatsratsvorsitzenden der DDR, Erich Honecker, zum Staatsbesuch. Kein König, kein amerikanischer Präsident ist im Nachkriegs-Japan mit erlesenerem Zeremoniell, mit ausgesuchterer Höflichkeit und Aufmerksamkeit bedacht worden (...).“

In der äthiopischen Hauptstadt Addis Abeba säumten bei seiner Ankunft 1979 angeblich eine Million Menschen die Straßen.
Erich Honecker und seine Delegation legten auf diese äußerlichen Aufmerksamkeiten sehr viel Wert. Sie entsprachen aber in den meisten Fällen nicht der tatsächlichen politischen Bedeutung der DDR für diese Länder.  
Die Ehefrau Margot Honecker begleitete ihren Mann grundsätzlich nicht zu Auslandsreisen. Selbst bei Staatsbesuchen in Berlin ließ sie sich gelegentlich von Frau Krenz oder Frau Fischer als Begleiterinnen von Raissa Gorbatschowa vertreten.

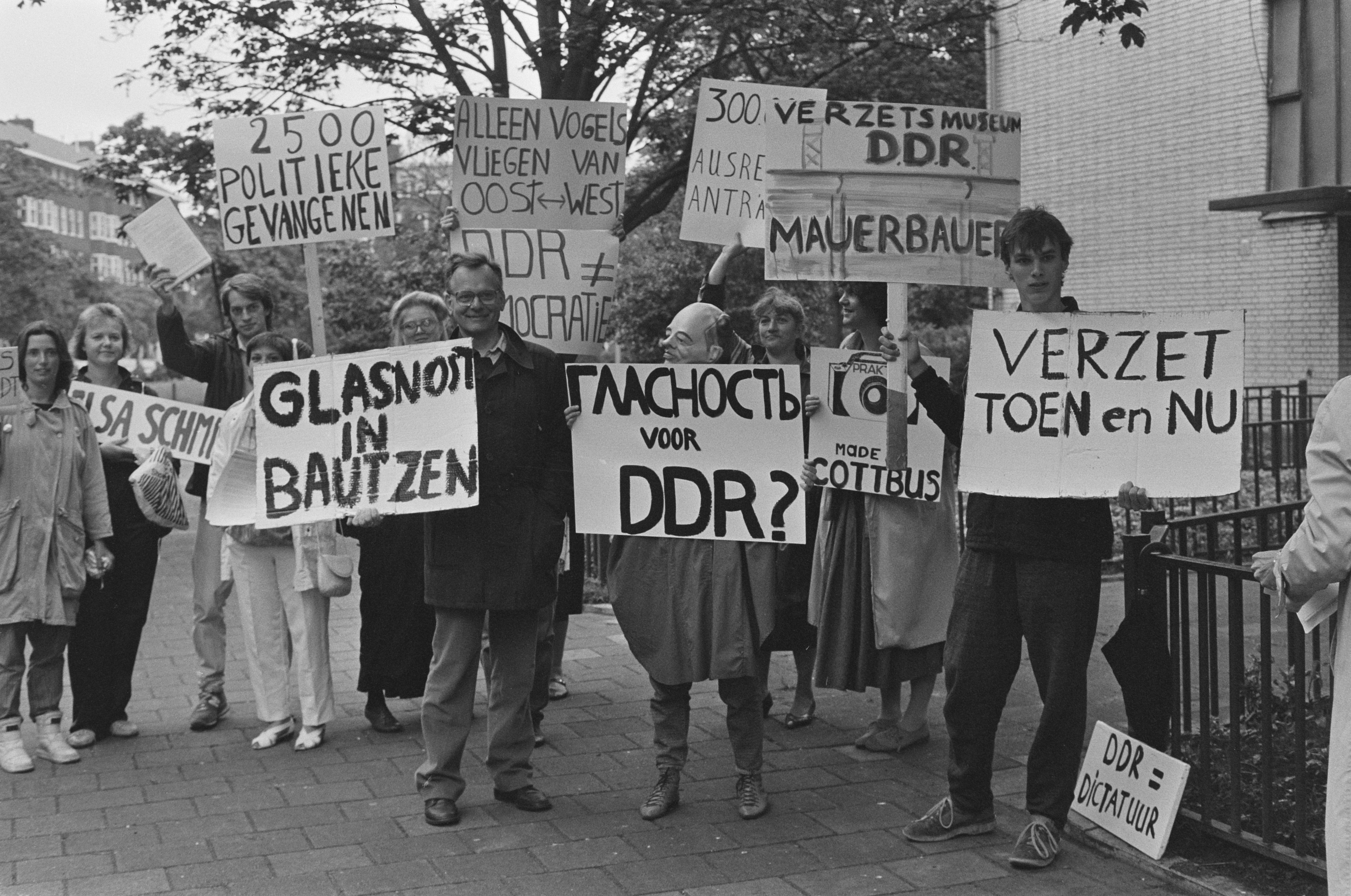
Demonstration in Amsterdam 1987 gegen die politische Haft in der DDR

Gegendemonstrationen sind nur von seinem Besuch in den Niederlanden 1987 bekannt.
Der einzige etwas gefährlichere Zwischenfall ereignete sich bei der letzten Auslandsreise im sowjetischen Magnitogorsk Ende Juni 1989. Dort wurde Erich Honecker von einer wütenden Menschenmenge von der Bühne vertrieben. Nach seiner verspäteten Ankunft in der Stadt war das Musikprogramm verändert worden, das laufende Rockkonzert wurde durch ein Folkloreensemble mit Balalaikas ersetzt. Dieses gefiel dem Publikum  nicht und so gab es lautstarke Proteste und leere Wodkaflaschen flogen in Richtung der Gäste, die den meisten wahrscheinlich unbekannt waren...

## Berichterstattung in den Medien der DDR
Über die Auslandsreisen der Staatsdelegationen besonders mit Erich Honecker wurde in den DDR-Medien ausführlich berichtet. Das SED-Zentralorgan Neues Deutschland und die Nachrichtensendungen der Aktuellen Kamera informierten detailliert über die einzelnen Besuchstage, etwas kürzer alle anderen Tageszeitungen. Zusammenfassende Berichte gab es danach auch in Zeitschriften wie der Neuen Berliner Illustrierten (NBI) und Horizont. Über einige  Reisen wurden sogar umfangreiche Bildbände herausgegeben, zum Beispiel über Kuba 1974 und Afrika 1979. Auch die DEFA zeigte Dokumentarfilme über einige Besuche.